# Shamal Kurdufan

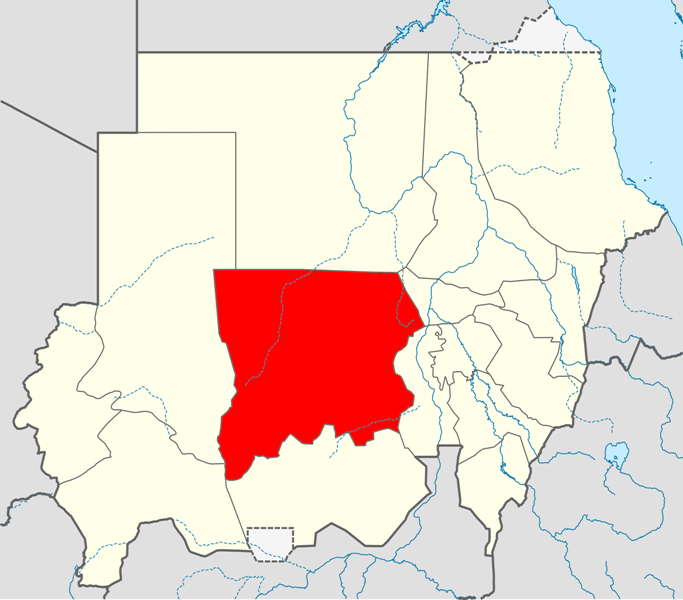
Delstatens läge i Sudan.

Shamal Kurdufan (arabiska: شمال كردفان) som också på svenska heter Norra Kordofan, är en av Sudans 15 delstater (wilayat). Befolkningen uppgick till 2 529 370 (2006) på en yta av 221 900 kvadratkilometer. Den administrativa huvudorten är Al-Obeid. 

## Administrativ indelning
Delstaten är indelad i nio mahaliyya:
- Abu Zabad
- Al Nohod
- Bara
- Gabrat al Sheikh
- Gebeish
- Shekan
- Sodri
- Um Rawaba
- Wad Banda